# Ekonomika Afghánistánu
Ekonomika Afghánistánu se neustále zlepšovala během poslední dekády díky návratu bohatých emigrantů, modernizaci národního sektoru zemědělství a vzniku většího množství obchodních tras se sousedními zeměmi a zeměmi regionu. Miliardy dolarů mezinárodní pomoci přišli od emigrantů a investorů ze zahraničí. Tento vzestup byl zaznamenán po zvýšení důvěry investorů způsobené větší angažovaností NATO na rekonstrukci Afghánistánu. Národní HDP se pohybuje v dnešní době okolo 70 miliard dolarů se směnným kurzem 20 miliard dolarů (2017), HDP v přepočtu na obyvatele je okolo 2,000 dolarů. Importuje se více než 6 miliard dolarů hodnoty statků, zatímco export Afghánistánu činí pouze necelou miliardu dolarů, zejména se exportuje ovoce a ořechy.
Přestože Afghánistán vlastní více než 1 bilion dolarů v nevyužitém ložisku nerostů, zůstává Afghánistán na místě jedné z nejméně rozvinutých zemí světa. Míra nezaměstnanosti je více než 23% (6) a zhruba poloviny populace žije pod mírou chudoby. Mnoho nezaměstnaných mužů se připojuje k zahraničím sponzorovaným militantním skupinám nebo ke zločinným aktivitám, zejména pašeráctví. Afghánská vláda dlouho hledala zahraniční investice pro zlepšení místní ekonomiky.

## Historie
V raném moderním období byla pod vládou králů Abdurrahmána Chána (1880–1901) a Habibulláha Chána (1901–1919) velká část obchodu kontrolována vládou. Afghánští monarchové chtěli rozvinout postavení vlády a armádní schopnosti země, proto se pokusili zvýšit bohatství uvalením státního monopolu na prodej komodit a vysokými daněmi. Toto zpomalilo dlouhodobý rozvoj Afghánistánu. Západní technologie a výrobní metody byly pomalu v této době představovány na rozkaz afghánských vládců, ale obecně pouze díky logistickým požadavkům rostoucí armády. Důraz byl kladen zejména na výrobu zbraní a dalšího vojenského materiálu. Proces byl v rukou několika málo západních expertů pozvaných do Kábulu afghánskými králi.
Jiným způsobem nebylo možné pro cizince, zejména ty západní podnikat ve větším měřítku v Afghánistánu.
První prominentním plánem na zlepšení afghánské ekonomie v moderní době byl projekt Hemalld Valley Authority z roku 1952 modelovaný ve Spojených státech, od kterého se očekávalo, že bude primární ekonomické důležitosti.
Afghánistán začal čelit několika ekonomickým problémům během 70. let, kdy sousední Pákistán, pod vládou Zulfikára Alí Bhuta začal zavírat pákistánsko-afghánské hraniční přechody. Tento čin způsobil v Afghánistánu vzrůst politických a ekonomických vazeb s jejich severním sousedem – v té době mocným Sovětským svazem. Sovětská invaze v roce 1972 a následující občanská válka zničila velkou část již tak omezené infrastruktury v zemi a narušila běžné vzorce ekonomické aktivity. Následně Afghásnitán přešel z tradiční ekonomiky na státem řízenou, která trvala až do roku 2002, kdy byla nahrazena ekonomikou volného obchodu.Hrubý domácí produkt podstatně spadl od 80. let, díky narušení obchodu a dopravy, obdobně jako ztráta práce a kapitálu. Pokračující vnitřní spor vážně bránil domácím snahám o obnovení národa nebo poskytnutí cest k mezinárodní pomoci.
Podle Mezinárodního měnového fondu afghánská ekonomika vzrostla o 20% ve fiskálním roce končícím v březnu 2004, poté co se rozvinula o 30% v předchozích dvanácti měsících. Vzrůst byl připsán mezinárodní pomoci a ukončení sucha. Odhadovaných 100 miliard dolarů přišlo do země během let 2002 a 2017. HDP v hodnotě 4 miliard dolarů ve fiskálním roce 2003 bylo přepočteno mezinárodním měnovým fondem na hodnotu 6,1 miliard dolarů po přidání výtěžku z opiových produktů. Průměrná mzda byla 0.56 dolaru na osobu v roce 2010.

### Zemědělství
Produkce Afghánistánu v roce 2018:

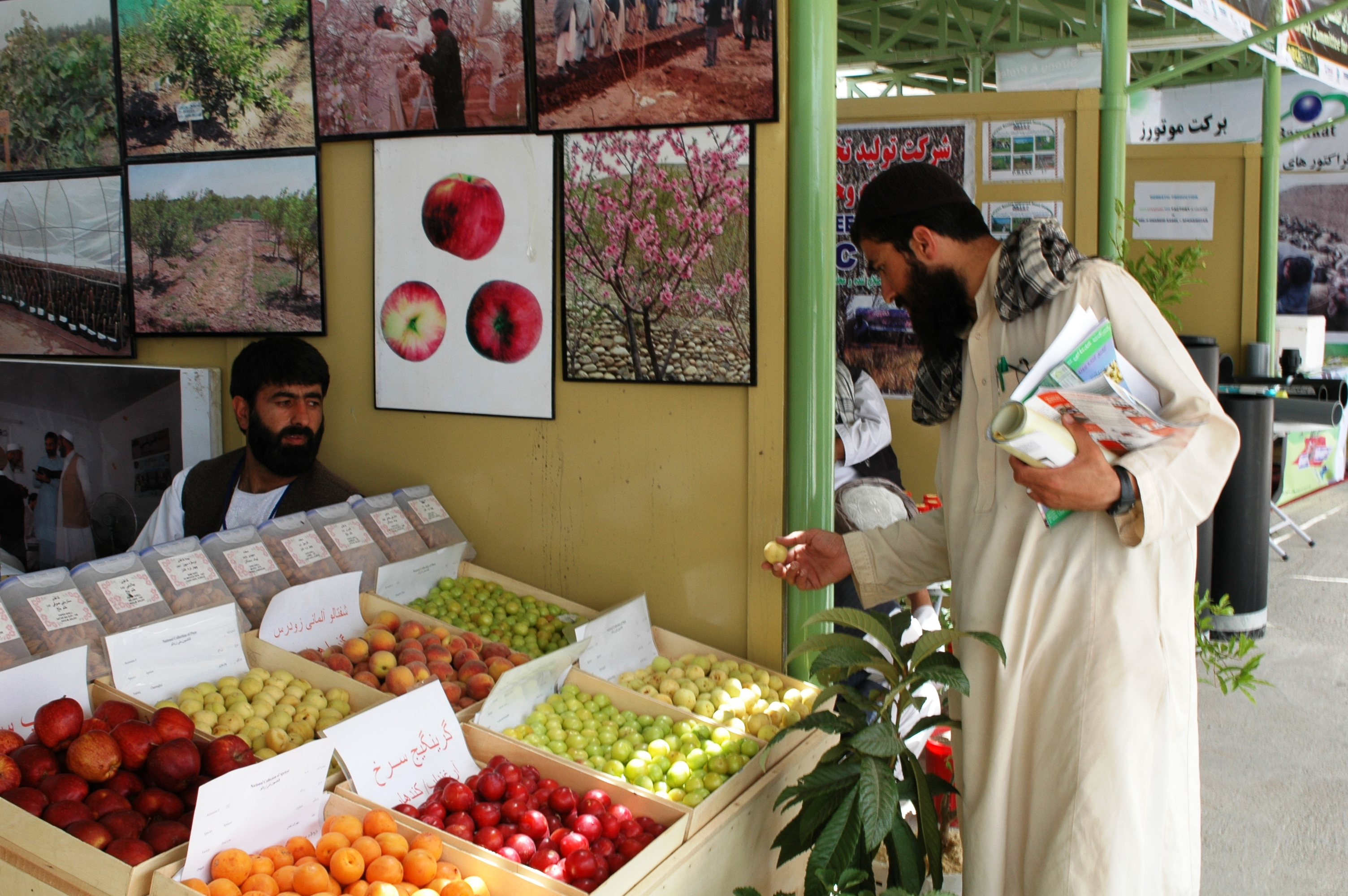
Trh v Kábulu v roce 2009

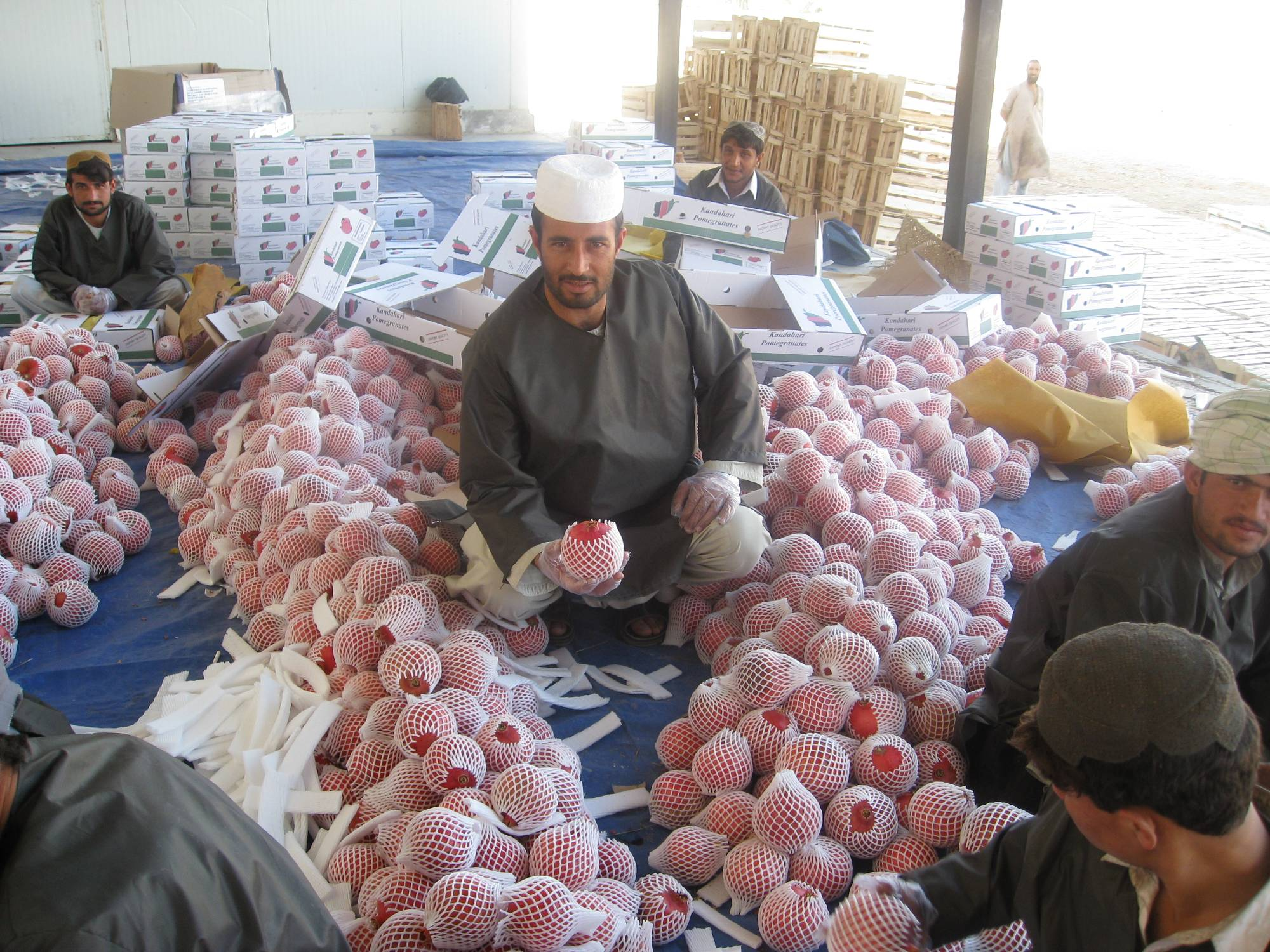
Zpracování granátových jablek

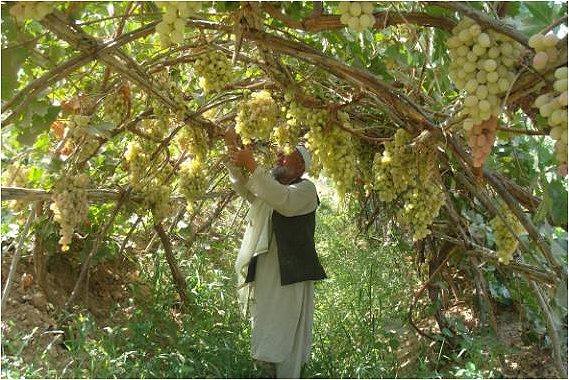
Afghánské hrozny

- 3,6 milionů tun pšenice (5 milionů tun - 2019)
- 984 tisíc tun vína (18. největší producent na světě)
- 615 tisíc tun brambor
- 591 tisíc tun zeleniny
- 381 tisíc tun vodního melounu
- 352 tisíc tun rýže
- 329 tisíc tun jiných druhů melounu
- 217 tisíc tun jablek
- 150 tisíc tun cibule
- 106 tisíc tun kukuřice
- 56 tisíc tun ječmene
- 47 tisíc tun broskví

Kromě toho Afghánistán produkuje také zhruba 1.5 milionů tun čerstvého ovoce ročně, což by se mohlo v následujících letech významně navýšit. Země je také známá výrobou jedněch z nejkvalitnějších ovocných produktů, například granátových jablek, vína či melounu cukrového nebo plodů Morušovníku. Dalšími široce rozšířenými plodinami jsou meruňky, jablka, fíky, broskve a třešně.
V posledních letech se také stává rychle rostoucím průmyslem v zemi stavba průmyslových skleníků k pěstování potravin.
Severozápadní Afghánské provincie jsou také velice známé především pěstováním pistácií. Pěstování pistácií se taktéž rozšířilo i do jižních částí Afghánistánu. Provincie na východě země jsou naopak známé pro pěstování piniových oříšků. Severní a střední provincie pěstují mandle a vlašské ořechy. Provincie Banyam ve středním Afghánistánu vyniká ve výrobě velmi kvalitních brambor a v průměru tak produkuje až 170,000 tun ročně. Nangarharská provincie je známá svými pomeranči, olivami, arašídy a datlemi. Pěstování těchto plodin se také nadále rozšiřuje i do jižních provincií. Pšenice a cereální produkty jsou v Afghánistánu nejdůležitějšími zemědělskými produkty. Celonárodní produkce pšenice činila v roce 2015 až 5 milionů tun. Afghánistán je také blízko soběstačnosti v obilné produkci. Vyžaduje si to ještě alespoň milión tun obilných produktů navíc, aby se stala soběstačnou. Dosah tohoto milníku se předpokládá v roce 2020. Celková zemědělská produkce se čas od času snižuje kvůli vznikajícím suchým obdobím.
Hospodářská zvířata se v Afghánistánu z velké části skládají z hovězího dobytka, ovcí a koz. Stavba a využívání moderních drůbežích farem je také velmi rychle rostoucím průmyslem. Dostupnost pastevní půdy pro hospodářská zvířata již tradičně tvoří důležitou součást ekonomiky země. V zemi se nachází dva hlavní typy živočišné výroby. První formou je stálá výroba, praktikována farmáři, kteří chovají a pěstují, jak zvířata, tak plodiny. Druhý typ je kočovný styl, činěný pastýři známými jako Kochis. Přírodní pastviny pokrývají 7,500,000 akrů (30,000 km2), ale jsou velmi vypasené.
Severní regiony okolo Mazáre Šeríf a Majmany byly v pozdějších 90. letech domovem pro více než 6 milionů karakulských ovcí. Většina z dnešního stáda se v létě přesouvá do výšin na severu, kde mají lepší pastvu.  
Orná půda v Afghánistánu má okolo 8 milionů hektarů. V roce 2019 zde bylo zaznamenáno 10,000 akrů půdy pro pěstování šafránu.
Podle zprávy Světové banky v dubnu roku 2019, Afghánská ekonomika utrpěla následky vážného sucha, které mělo vliv na zemědělskou produkci v roce 2018. Produkce pšenice se snížila až o 24 % a mléčná produkce o 30 %.

#### Rybolov
V zemi vzrůstá počet rezervoárů, řek a proudů, které tak tvoří přívětivé prostředí pro rybaření. Rybaří se v jezerech a řekách, obzvláště pak v Nangarharské provincii a v řece Helmand, která se nachází v jižním Afghánistánu. Ryby představují menší součást jídelníčku místních obyvatel, protože rybáři nejsou schopni uspokojovat poptávku místních zákazníků. Nejvíce ryb a mořských plodů je importováno z okolních států, například z Pákistánu, Íránu nebo Spojených arabských emirátů. Nejznámějšími rybářskými farmami jsou Qargha, a nebo Salma Dam.

#### Lesní hospodářství

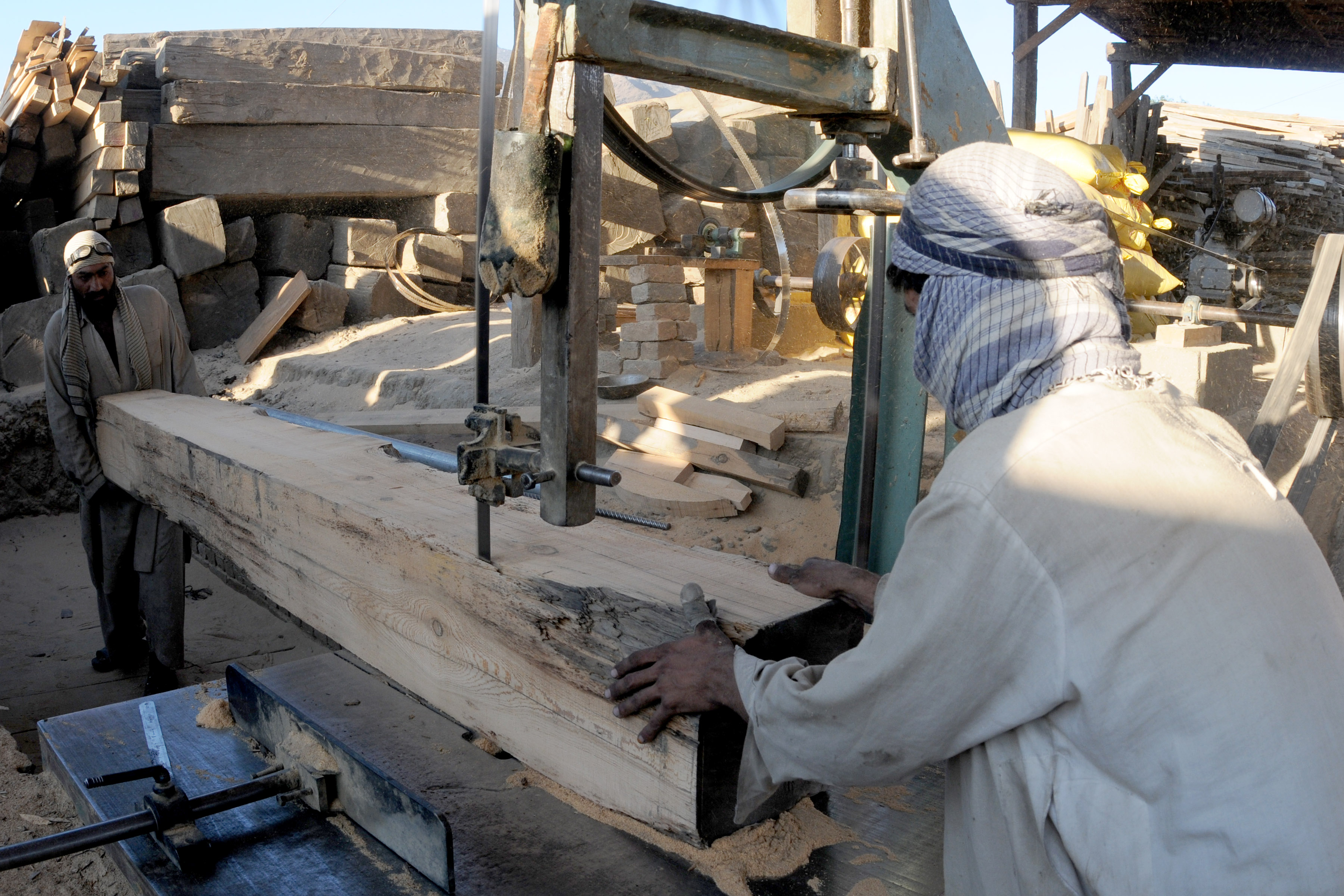
Pila v Asadabadu v Kúnaru

Skladiště dřeva v Asadabadu, Kunarská Provincie, v roce 2010 uvedla, že pouze okolo 2.1 % (1,350,000 ha) Afghánské půdy je zalesněno. Stavební dřevěné materiály jsou vyčerpané, a od poloviny 80. let zde bylo zalesněno pouze 3% půdy, zejména pak na východě. Podstatná část lesů byla zničena válkou v průběhu konce 20. století. Zbylé zalesněné oblasti můžeme dnes najít pouze v provincii Kunar nebo Nuristan.
V posledních letech byly podniknuty kroky ke zlepšení této situace vysazováním stromů zejména pak v okolí měst. Dokonce se nechali slyšet i Talibánští lídři v podpoře za vysazování více stromů. Lesy se v zemi zakládají nejvíce na hustých dubových lesích a ořechových stromech. Husté lesy na jihovýchodě pokrývají pouze 2.7 % této části země.
Těžba surového dřeva v roce 2003 činila 3,148,000 kubických metrů. 44 % z této těžby dřeva bylo využito pro palivové účely.
Příčiny zániku lesů mohou být potřeby farmářů pro vytvoření nové zemědělské půdy, nelegální dřevařství, nemoci stromů či požáry. V roce 2001 bylo pod nadvládou Tálibánu povoleno masivní odlesňování, což Afghánci využili k profitování. V těchto dnech je však již v Afghánistánu zakázáno těžit dřevo pro průmyslové zpracování.

### Obchod a průmysl
Obchod Afghánistánu s ostatními zeměmi se ve výsledku vytvoření nových mezinárodních přepravních cest výrazně zvýšil. Jednou z těchto obchodních cest je mezinárodní tranzitní trasa Lapis Lazuli, která spojuje Afghánistán s Turkmenistánem a končí v Evropě. Další obchodní cesty spojují Afghánistán se sousedním Íránem, Pákistánem, Tádžikistánem a Uzbekistánem. Země také prostřednictvím vzdušného prostoru přímo obchoduje s Indií.
Dohoda o tranzitním obchodu mezi Afghánistánem a Pákistánem (APTTA) umožňuje afghánským a pákistánským nákladním vozidlům volně přepravovat zboží v obou zemích. Tato revidovaná dohoda APTTA sponzorovaná Spojenými státy rovněž umožňuje afghánským nákladním vozidlům exportovat do Indie zboží přes Pákistán až k hraničnímu bodu Wagah. Hlavními afghánskými přístavy jsou Shir Khan Bandar, Hairatan, Islam Qala, Towraghondi, Torkham, Wesh-Chaman a Zaranj. Mnoho afghánských obchodníků také využívá pákistánské přístavy Karáčí a Port Qasim.
Pašování zboží do Pákistánu představovalo kdysi významný zdroj příjmů Afghánistánu. Mnoho zboží, které bylo pašováno do Pákistánu, bylo původně přepraveno do Afghánistánu právě z Pákistánu, kde spadalo pod tranzitní obchodní dohodu mezi Afghánistánem a Pákistánem z roku 1965. Zboží, které bylo přepraveno do Afghánistánu přes Pákistánské přístavy bylo často okamžitě propašováno zpět do Pákistánu přes hranici, kterou obě země sdílejí. Tohoto bylo docíleno mnohdy za pomoci zkorumpovaných úředníků a zboží, které bylo přepravováno do Afghánistánu bylo také často předčasně vykládáno z nákladních vozidel a pašováno na pákistánský trh bez placení celních poplatků. Toto vedlo k vytvoření prosperujícího černého trhu, kde navíc k velké částí obchodu docházelo otevřeně jako v případě trhu Karkhano v Pešévaru.
Afghánské ručně tkané koberce jsou jedním z nejoblíbenějších produktů pro export. Mezi další produkty patří ručně vyráběné starožitné repliky, kůže a kožešiny. Afghánistán je třetím největším vývozcem kašmíru.
Afghánistánu patří rozsáhlé bohatství přírodních zdrojů, včetně rozsáhlých ložisek zemního plynu, ropy, uhlí, mramoru, zlata, mědi, chromitu, mastku, barytu, síry, olova, zinku, železné rudy, soli, drahokamů a polodrahokamů a mnoho prvků vzácných zemin. V roce 2006 americká geologická služba odhadovala, že v Afghánistánu je skoro 11 miliard kubických metrů (1,0 × 1012 m³) zemního plynu, 3,6 miliardy barelů (570 × 106 m³) zásob ropy a kondenzátu. Podle hodnocení z roku 2007 má také Afghánistán značné množství neobjevených nerostných nerostných zdrojů. Geologové také našli náznaky hojných usazenin barevných kamenů a drahokamů, včetně smaragdu, rubínu, safíru, granátu, lapisu, kunzitu, spinelu, turmalínu a peridotu.
V roce 2010 odhalili představitelé amerického Pentagonu spolu s americkými geology v Afghánistánu nevyužitá ložiska minerálů s odhadovanou hodnotou téměř 1 bilionu dolarů na nevyužitých ložiscích minerálů v Afghánistánu. Sdělení Pentagonu uvádělo, že Afghánistán má potenciál se stát „Saúdskou Arábií lithia“. Někteří věří, že nevyužité minerály mají hodnotu až 3 biliony dolarů.
Další americký geologický výzkum ze září 2011 ukázal, že ruda zvaná Khanashin carbonite nacházející se v provincii Helmand má velmi rozsáhlá ložiska kde se nachází odhadem 1 milion metrických tun prvků vzácných zemin. Regina Dubey, úřadující ředitelka pracovní skupiny pro obranu a stabilitu (TFBSO), uvedla, že „je to jen jeden další důkaz, že afghánský minerální průmysl má světlou budoucnost.“
Afghánistán podepsal v roce 2008 dohodu o mědi s Čínou (Metallurgical Corp. of China Ltd.), která se týká rozsáhlého projektu, který zahrnuje investice 2,8 miliardy USD ze strany Číny a roční příjem ve výši přibližně 400 milionů USD pro afghánskou vládu. Měděný důl Ainak v zemi, který se nachází v provincii Logar, je jedním z největších na světě a očekává se, že poskytne práci až 20 000 Afgháncům. Odhaduje se, že drží nejméně 11 milionů tun mědi v hodnotě 33 miliard USD.
5. října 2018 podepsali ve Washingtonu afghánští úředníci 30letou smlouvu s investiční skupinou Centar a její provozní společností Afghan Gold and Minerals Co. na průzkum a rozvoj těžby mědi v okrese Balkhab v provincii Sar-e Pol a na průzkum a rozvíjení těžby zlata v provincii Badachšán. Smlouva na těžbu mědi zahrnovala investici 56 milionů dolarů a smlouva na těžbu zlats investici 22 milionů dolarů.
Odborníci se domnívají, že by výroba mědi mohla začít mezi lety 2013–2014. Dalším nedávno oznámeným ložiskem v zemi je důl na železnou rudu Hajigak, který se nachází 210 kilometrů západně od Kábulu. drží odhadem 1,8 až 2 miliardy metrických tun minerálu použitého k výrobě oceli. AFISCO, indické konsorcium sedmi společností, vedené Steel Authority of India Limited (SAIL), a kanadská Kilo Goldmines Ltd mají společně investovat 14,6 miliard USD do rozvoje železného dolu Hajigak. Země má několik uhelných dolů, ale je třeba ji modernizovat.
Důležitým zdrojem Afghánistánu byl v minulosti také zemní plyn, který byl poprvé těžen v roce 1967. Během 80. let činil export zemního plynu 300 milionů USD ročně (56% z celkového počtu). 90% z tohoto vývozu šlo Sovětskému svazu na pokrytí dovozu zboží a dluhu. Během stahování sovětských vojsk v roce 1989 však byla využití afghánských polí zemního plynu omezena, aby se zabránilo sabotáži mudžáhidů. Produkce plynu poklesla z maxima 8,2 milionu metrů krychlových (2,9 × 108 krychlových stop) denně v 80. letech na minimum asi 600 000 metrů krychlových (2,2 × 107 krychlových stop) v roce 2001. Za prezidentské administrativy Hamida Karzaje byla však produkce obnovena.
Počet Afghánců zapojených do obchodu s motorovou naftou, benzínem, tryskovým palivem a LPG také roste. V prosinci 2011 podepsal Afghánistán smlouvu o průzkumu ropy s China National Petroleum Corporation (CNPC) na rozvoj tří ropných polí podél řeky Amudarja. [86] Stát bude mít své první ropné rafinerie během příštích tří let, poté obdrží velmi malý zisk z prodeje ropy a zemního plynu. Společnost CNPC zahájila těžbu afghánské ropy na konci října 2012 s těžbou 1,5 milionu barelů ropy ročně.

### Ekonomický rozvoj a obnova

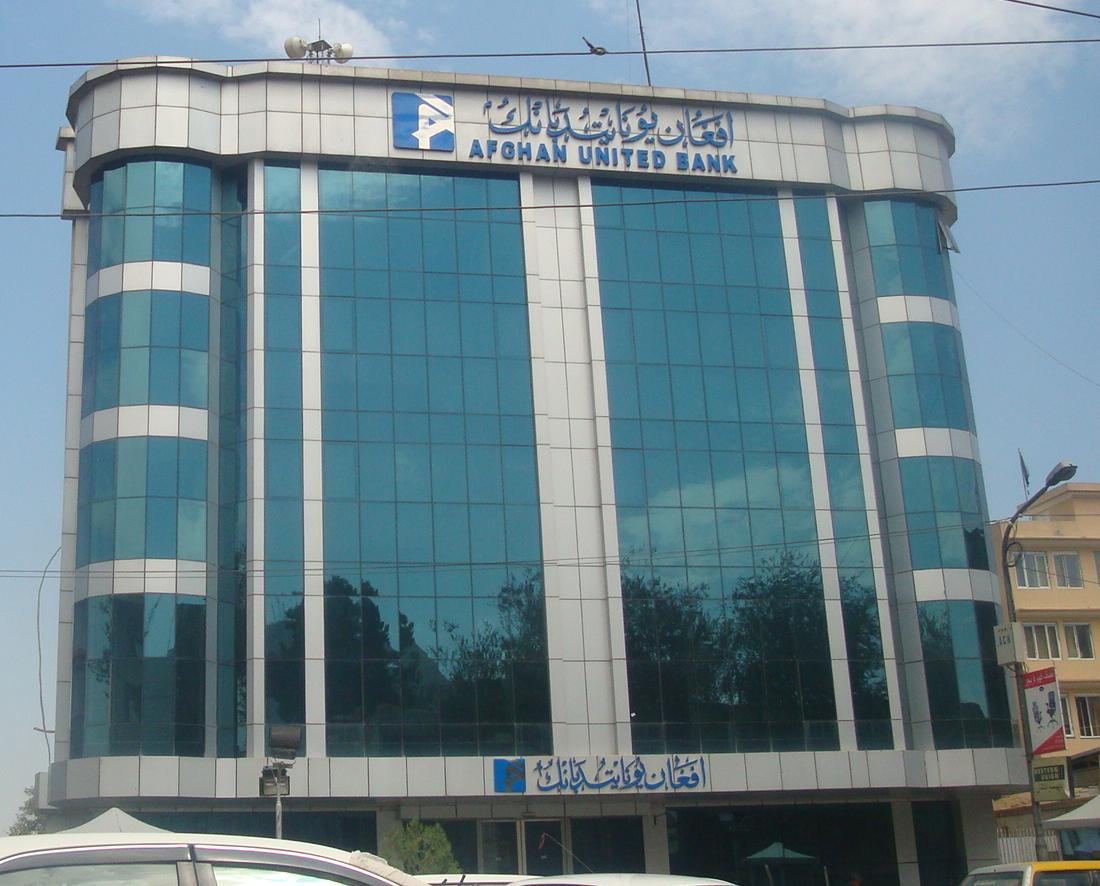
Afghánská sjednocená banka

Afghánistán ve 30. letech 20. století realizoval program ekonomického rozvoje. Vláda založila několik bank, zavedla papírové bankovky, zřídila univerzitu, rozšířila základní, střední a technické školy a poslala studenty za vzděláním do zahraničí. V roce 1952 vznikl správní úřad, který  si kladl za cíl podpořit prostřednictvím zavlažování a územního rozvoje ekonomiku udolí Hílmand a Arghandab. Dodnes je tento projekt jedním z nejdůležitějších zdrojů kapitálu země.
V roce 1956 vláda schválila první z dlouhé řady ambiciozních plánů rozvoje. Kvůli chybám v plánování, neodpovídajícímu financování a nedostatku kvalifikovaných vedoucích a technických pracovníků se do konce 70. let podařilo dosáhnout pouze velmi diskutabilních výsledků.

#### Afghánská národní banka
Da Afghanistan Bank je centrální bankou země. Národní měnou je „afghání“ (AFN) se směnným kurzem zhruba 77 AFN k 1 USD. V zemi působí přes 16 různých bank, například Afghanistan International Bank, Kabul Bank, Azizi Bank, Pashtany Bank, Standard Chartered Bank a First Microfinance Bank. Většina transakcí dosud probíhá v hotovosti. Podle nového zákona o soukromých investicích mohou obchodní společnosti získat 3-7 let daňových prázdnin a čtyřleté osvobození od vývozního cla a poplatků. Dle zprávy OSN z roku 2007 Afghánistán obdržel v roce 2006 více než 3,3 miliardy dolarů od Afghánců žijících v zahraničí. Podle úředníků OSN znalých problematiky by tato částka mohla být ještě vyšší, kdyby byly bankovní předpisy benevolentnější. Lepší obchodní podmínky rovněž přinesly více než 1,5 miliardy USD v investicích do telekomunikací a od roku 2003 vytvořily přes 100 000 pracovních míst.

#### Zahraniční obchod

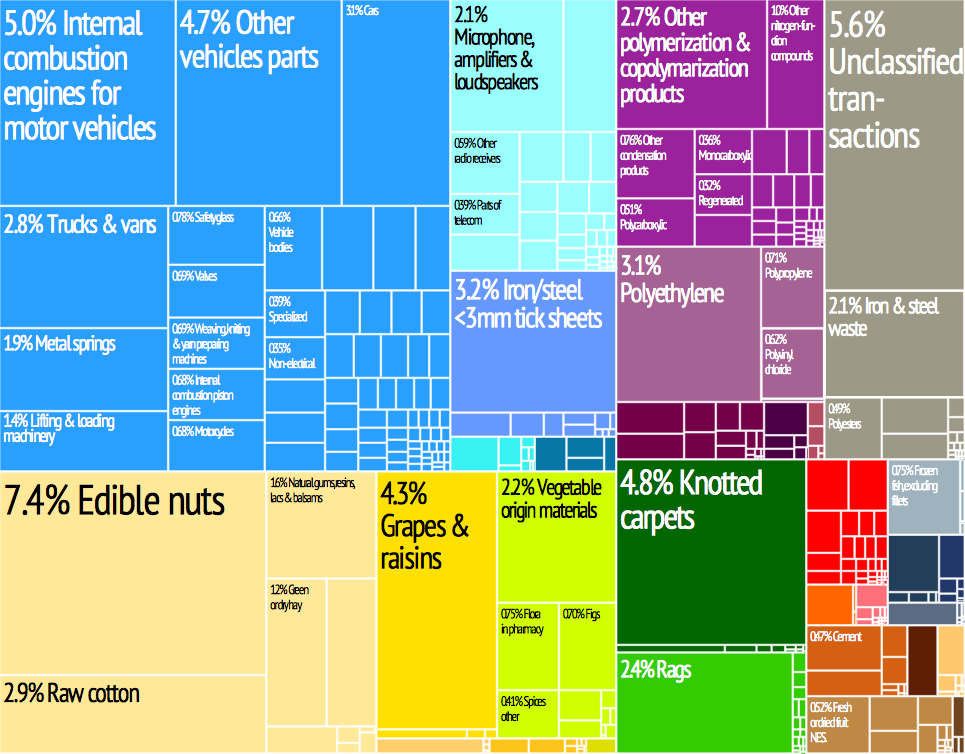
Graf afghánského exportu, 2009

Afghánistán je členem Světové obchodní organizace (WTO), Jihoasijského sdružení pro regionální spolupráci (SAARC), Organizace ekonomické spolupráce (ECO), Organizace islámské spolupráce (OIC) a má status pozorovatele v Šanghajské organizaci pro spolupráci (SCO). Usiluje o dokončení obchodního projektu nazvaného Nová Hedvábná stezka, jehož cílem je propojit jižní a střední Asii se Středním východem. Díky němu bude Afghánistán moci vybírat vysoké poplatky za zboží přepravované přes své území včetně transafghánského plynovodu. Bývalý ministr zahraničí Zalmai Rassoul prohlásil, že „cílem je vybudovat afghánskou ekonomiku, která bude založená na obchodě, soukromém podnikání a investicích“.
V rámci úsilí o modernizaci měst a posílení ekonomiky probíhá výstavba celé řady nových výškových budov a nákladný projekt „nového Kábulu“ u současného hlavního města. Mezi další významné stavební projekty patří Aino Mena v Kandaháru a město Ghāzī Amānullāh východně od Džalálábádu.
Díky vstupu zahraničních korporací, jako jsou Coca-Cola a Pepsi-Cola, dochází k růstu zahraničních investic, menší závislosti na dovozu ze sousedních zemí a ke vzniku pracovních příležitostí pro mnoho Afghánců. Skupina Watan se sídlem v Afghánistánu poskytuje telekomunikační, logistické a bezpečnostní služby.
V únoru 2019 Světová banka poskytla vládě Afghánistánu 235 milionů USD na další rozvoj země. Ministr financí Mohammad Humayon Qayoumi prohlásil, že z této částky použije 75 milionů na řízení lidských zdrojů a institucionální reformu, díky čemuž se posílí kapacita vybraných ministerstev. Dotace zahrnovala i 25 milionů USD od Mezinárodní asociace pro rozvoj (IDA) a 50 milionů USD od Afghánského svěřenského fondu pro rekonstrukci (ARTF).
Růst HDP v Afghánistánu poklesl v roce 2018 na 1,8 % oproti 2,9 % v roce 2017, a to částečně kvůli suchu. V roce 2019 opět vzrostl na 2,5 % a prognózy pro rok 2020 hovořily o 3% růstu.